# Мейсън (окръг, Вашингтон)
Вижте пояснителната страница за други значения на Мейсън.
Окръг Мейсън (на английски: Mason County) е окръг в щата Вашингтон, Съединени американски щати. Площта му е 2722 km², а населението – 63 710 души (2017). Административен център е град Шелтън.